# ولایت اوکی

نقشه ژاپن در سال ۱۸۶۸ میلادی. این ولایت با رنگ تیره مشخص شده است.

ولایت اوکی (به ژاپنی: 隠岐国 Oki no kuni) یکی از ولایت‌ها در تقسیم‌بندی کشوری قدیم ژاپن بود.